# Stanislaus von Znaim
Stanislaus von Znaim (tschechisch Stanislav ze Znojma, lateinisch Stanislaus de Znoyma; * um 1360 in Znaim; † 1414 in Neuhaus) war ein böhmischer Theologe und Philosoph sowie Lehrer von Jan Hus, von dem er sich später distanzierte. 1404/05 war er Rektor der Karlsuniversität. Zudem verfasste er zahlreiche theologische und philosophische Schriften.

## Leben
Stanislaus studierte ab 1382 ein Jahr in Wien und anschließend an der Karlsuniversität in Prag. 1385 erwarb er den akademischen Grad eines Baccalaureus, drei Jahre später wurde er Magister der freien Künste. Anschließend lehrte er an der Artistenfakultät, an der er von 1395 bis 1396 das Amt des Dekans bekleidete. Bereits 1392 begann er mit dem Studium der Theologie und ab dem Studienjahr 1404/05 wirkte er als Theologieprofessor. Im selben Jahr wurde er zum Rektor gewählt. Zu seinen Schülern gehörten Jan Hus und Stephan von Paleč.
Bereits in den 1390er Jahren setzte sich Stanislaus mit der Lehre des englischen Theologen John Wyclif auseinander, zu dessen Anhängern er zunächst gehörte. 1394 verfasste er den Traktat „De universalibus“, der bis in das 20. Jahrhundert für ein Werk Wyclifs gehalten wurde. In dem als „De corpore Christi“ betitelten Traktat aus dem Jahre 1404 behandelte er die Wyclifsche Remanenzlehre, die im Gegensatz zur katholischen Transsubstantiationslehre den Standpunkt vertritt, dass Brot und Wein im Altarsakrament verbleiben und sich nicht substantiell in Leib und Blut Christi verwandeln. 1405 wurde er deshalb der Häresie beschuldigt, und – obwohl er seinen Standpunkt unter Druck widerrufen hatte – von Papst Gregor XII. zur Kurie zitiert. Auf dem Weg dorthin wurde er von seinem Freund Stephan von Paleč begleitet, der ebenfalls ein Anhänger Wyclifs war. In Bologna wurden sie jedoch eingekerkert und erst nach einigen Monaten freigelassen. Im Sommer 1409 kehrten beide Prag zurück. Nachfolgend wandten sie sich von der Lehre Wyclifs sowie von der böhmischen Reformtheologie ab. 1412 veröffentlichte Stanislaus die Schrift „Tractatus contra quinque articulos Wikleff“, mit der er dessen Lehre widerlegen wollte. Trotzdem fiel er 1413 bei König Wenzel in Ungnade, weshalb er Prag verlassen musste und nach Mähren ging. 1414 begab er sich zum Konzil von Konstanz, wo er seinen gegen Jan Hus vertretenen Standpunkt erläutern wollte, den er mit der polemischen Schrift Tractatus contra XLV articulos J. Wicleff belegen wollte. Auf dem Weg nach Konstanz starb er im Oktober im südböhmischen Neuhaus.
Neben theologischen und philosophischen Werken verfasste Stanislaus zahlreiche weitere Schriften sowie Predigtsammlungen. 

## Werke (Auswahl)
- Theologie:
  - De universalibus (1394)
  - De universalibus realibus (auch Posicio de universalibus)
  - De corpore Christe (1404)
  - Tractatus contra quinque articulos Wikleff
  - Tractatus contra XLV articulos J. Wicleff
  - De ecclesia Romana
  - Alma et venerabilis
  - Tractatus de ecclesia
- Philosophie:
  - Tractatus de felicitate
  - Tractatus de vero et falso
  - De gracia et peccato
  - De Sancta Trinitate